# Rudolf Liepmann

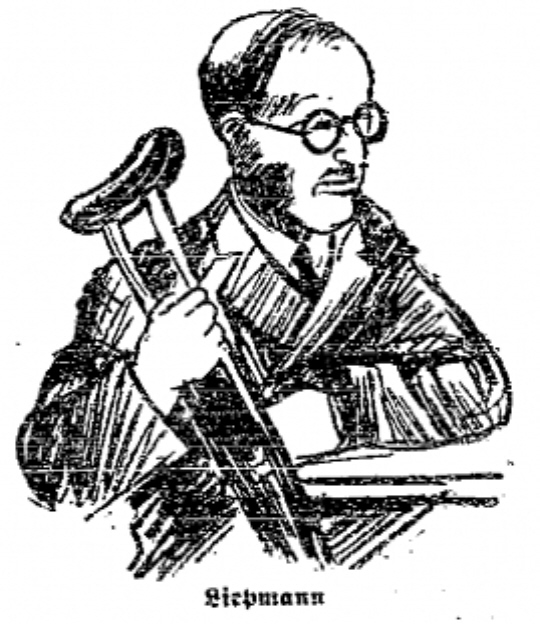
Rudolf Liepmann, Zeichnung aus Die Rote Fahne, Ausgabe vom 21. April 1929

Rudolf Liepmann (* 23. April 1894 in Charlottenburg bei Berlin als Hermann Rudolph Liepmann; † nach 30. Juli 1940) war ein deutscher Offizier, Jurist und Beteiligter bei der Ermordung Karl Liebknechts im Januar 1919.

## Leben
Rudolf Liepmann, Sohn des Geheimen Justizrats Paul Liepmann, war Leutnant der Reserve. Im Ersten Weltkrieg diente er bei der Garde-Kavallerie-Division und wurde im Verlauf des Krieges mit dem Eisernen Kreuz beider Klassen ausgezeichnet. Zu Beginn des Jahres 1919 gehörte er als Ordonnanzoffizier Waldemar Pabsts der Garde-Kavallerie-Schützen-Division an.
Am 15. Januar 1919 bildete er gemeinsam mit Horst von Pflugk-Harttung, dem Leutnant zur See Heinrich Stiege sowie dem Oberleutnant zur See Ulrich von Ritgen das Kommando, das auf Befehl von Waldemar Pabst die Erschießung Karl Liebknechts im Berliner Tiergarten durchführte. Heutigem Kenntnisstand zufolge war er es, der Liebknecht von hinten erschoss. Wie die übrigen Beteiligten an der Tötung Liebknechts und Luxemburgs musste Liepmann sich vom 8. bis 14. Mai 1919 vor einem Feldkriegsgericht der Garde-Kavallerie-Schützen-Division verantworten, wurde jedoch keines Vergehens für schuldig befunden.
1920 wurde Liepmann bei seiner Teilnahme am Kapp-Putsch verletzt. In der Folge begann er ein Jurastudium; 1926 verfasste er seine Dissertation mit dem Titel Die polizeilichen Aufgaben der Deutschen Wehrmacht (wobei Wehrmacht als generisches Synonym für Streitkräfte stand und nicht für die erst ab 1935 so genannte Wehrmacht), in der er unter anderem auch die Frage des Einsatzes von Waffen gegen Flüchtende thematisierte. Mit dieser Arbeit erlangte er den akademischen Grad eines Doktors der Rechte.
Von 1933 an war Liepmann als Referendar im Justizdienst tätig, wurde jedoch 1936 als "Volljude" im Sinne der Nürnberger Gesetze aus dem Staatsdienst entlassen. Er konnte 1939 nach Shanghai emigrieren, wo sich 1940 seine Spur verliert. Das Bundesarchiv verfügt über einen Brief vom 30. Juli 1940, den Liepmann an einen Dr. Richard Marcuse in Berlin geschickt hatte. Ferner verfügt die Houghton Library der Harvard University über eine unvollständige Inhaltsangabe eines Manuskripts, das Liepmann 1940 von Shanghai aus zur Teilnahme an einem Autorenwettbewerb unter dem Titel My Life in Germany before and after January 30, 1933 an die Universität sandte, das aber offenbar wieder an ihn zurückgeschickt wurde und dessen Verbleib unbekannt ist.